# Ирджарская битва
Ирджарская битва — крупное боестолкновение русских с бухарцами 8 (20) мая 1866 года под Ирджаром — урочищем на левом берегу Сырдарьи, между Чиназом и Ходжентом, отряд генерала Д. И. Романовского одержал победу над войском бухарского эмира Музаффара.

## Обстановка накануне боя
За год до описываемых событий Ташкент, до того принадлежавший ранее Кокандскому ханству, был завоёван Российской империей. После этого по просьбе бухарского эмира в Бухару генералом Черняевым было отправлено посольство в составе астронома К. В. Струве, офицера Генерального штаба, топографа и горного инженера. Посольство в Бухаре было задержано ханом, который трижды обещал его освободить и трижды обманывал российские власти. С весной в российские владения стали открыто вторгаться шайки бухарцев, грабившие киргизов, захватывавшие почту, уничтожавшие на Сырдарье запасы топлива и даже стрелявшие по русским пароходам.
К маю стало известно, что эмир, собрав значительные пешие и конные силы с артиллерией, с их частью уже переправился через Сырдарью, выйдя в тыл русскому отряду, базировавшемуся в Чиназе. Активные действия и наступление для русских войск становились необходимостью.

## Ход сражения
Русский отряд под начальством генерала Д. И. Романовского выступил 7 (19) мая из Чиназа в степь в составе 14 рот пехоты и 5 сотен казаков при 20 орудиях и 8 ракетных станках направлении урочища Ирджар. Пароход «Перовский» вёз продовольствие для отряда из расчета 10 дней. Параллельным ходом по правому берегу Сырдарьи из Келеучинского укрепления двигался небольшой вспомогательный отряд Краевского.
В конце первого 30-вёрстного перехода до колодцев Мурза-рабат, когда до Ирджара оставалось ещё около 20 вёрст, на рассвете казаки сбили первые показавшиеся группы бухарской кавалерии; начала также действовать и артиллерия, не прекращавшая огня с этого момента до самого конца боя.
В голове русской колонны двигался капитан А. К. Абрамов с 6 ротами и 8 пушками. Справа шёл подполковник Пистолькорс с казаками, ракетными станками и 6 орудиями. Сзади двигался резерв из 3 рот с 4 орудиями майора Пищемуки и обоз с прикрытием.
8 (20 мая) бухарское войско атаковало русский отряд: конные толпы бухарцев и киргизов окружили его со всех сторон, особенно сильно наседая на обоз подполковника Фовицкого.
За полторы версты до бухарских позиций русский отряд был встречен сильным пушечным огнём из окопов. Однако русские колонны смогли проложить себе путь сквозь скопище конницы бухарцев, не прекращавшей свои атаки. Примерно через час натиск бухарцев ослаб, и русские колонны контратаковали: части Абрамова двинулись на завалы и в течение получаса их захватили. Пистолькорс также проявил себя, быстро занимая одну вражескую позицию за другой. В ходе сражения бухарское войско было разбито и после безуспешных попыток перейти в контрнаступление бежало в свои владения, понеся при этом значительные потери. Те бухарцы, которые пытались уйти на правый берег Сырдарьи, попали под удар келеучинского отряда.
Эмир Музаффар сам спровоцировал своё войско на бегство, бежав в Самарканд. Огромный лагерь бухарцев достался русским вместе со всем имуществом. На следующий день русские взяли ещё один лагерь — ставку эмира — где их трофеями стали ковры, диваны, ханская кухня и донесение самаркандского бека с передовой, что «русские уже окружены и скоро будут все в плену».
Бухарские палатки были разобраны русскими солдатами на рубахи, и впоследствии на них в течение всего похода можно было увидеть рубахи, наполовину сделанные из синей, наполовину из красной или зелёной материи, с причудливыми драконами или птицами.

## Итоги и последствия битвы
Несмотря на свою многочисленность, бухарцы потерпели полное поражение, потеряв убитыми около тысячи человек, у русских — только 12 раненых. Трофеи русского отряда составили 10 пушек, запасы пороха, патронов, снарядов.
Победа при Ирджаре открыла русскому войску путь на прикрывавшие доступ в Ферганскую долину Ходжент, крепость Нау, Джизак (Романовский не стал преследовать Музаффара, бежавшего в Самарканд), которые были взяты вслед за ирджарской победой.
Эмир Музаффар, прибыв в Бухару, был встречен враждебно настроенной к нему толпой, обвинявшей его в поражении. Улемы требовали начала войны, Музаффар медлил и не решался на это. Тогда на общем совете улемы выступили против эмира открыто и объявили его недостойным занимать трон «великого Тамерлана». Покинув столицу, эмир надеялся найти себе поддержку в народной среде, однако этого не произошло, и в итоге у него не осталось иного выхода, кроме как в одиночку — даже несмотря на отказ в поддержке со стороны отказавшихся в последний момент от противоборства с Российской Империей Хивы, Коканда и Афганистана — объявлять газават.

## Память
Позднее одна из центральных улиц в новом узбекском Ташкенте в честь победы русских войск над бухарцами в 1866 году под селением Ирджар получила название «Ирджарская». Эта улица являлась общественным и торговым центром дореволюционного Ташкента.